# Taichō
Taichō (安然; 20 luglio 682 – 20 aprile 767) è stato un monaco buddista giapponese appartenente alla scuola Shugendō, vissuto nel periodo Nara.
La sua vita si conosce attraverso l'agiografia "Tradizione del prete Taichō" (泰澄和尚伝?, Taichō Washō Den). A lui sono attribuite numerose prime ascensioni di montagne giapponesi. tra le quali il Monte Haku e altre vette nei Monti Ryōhaku.

## Biografia
Secondo l'agiografia, Taichō era originario di Asōzu (麻生津?) nella Provincia di Echizen al centro del Giappone. Sarebbe stato il secondo figlio di Mikami Yasuzumi (三神安角?). All'età di 14 anni, avrebbe interiorizzato gli insegnamenti del buddismo nel corso dei suoi esercizi religiosi sul monte Ochi-san (越智山?) meditando continuamente il Guanyin a undici teste. Nel 702, fu nominato "monaco per la preservazione dello Stato" (鎮護国家の法師?, chingo kokka no hōshi). Nel 717, mentre faceva l'ascensione del Kaga Haku-san (Monte Haku), fu visitato dalla visione di un "Grande Bodhisattva Myōri" (妙理大菩薩?, Myōri Dai Bossatsu) che lo chiamò ad arrampicarsi sulla cima. Per strada, chiese al suo discepolo Garyō di costruire un'hōshi (albergo) nel villaggio di Awazu vicino a un onsen (sorgente termale) benedetto da Yakushi Nyorai. Dallo stesso anno, data la fondazione del "tempio sulla sorgente pacifica" (平泉寺?, Heisen-ji) vicino alla sorgente dove gli era apparso il Bodhisattva. Esiste ancora oggi sotto il nome "santuario Haku-san della sorgente pacifica (平泉寺白山神社?, Heisen-ji Haku-san Jinja) nel villaggio di Katsuyama nella prefettura di Fukui.
Nel 722, avrebbe pregato per la convalescenza dell'imperatrice Genshō. Il ristabilimento di costei fu attribuito alla riuscita delle sue preghiere e fu chiamato Shin’yū Zenshi (神融禅師?). In riconoscenza della riuscita delle sue preghiere contro l'epidemia strisciante di vaiolo del 737, fu elevato al rango di gran prete (大和尚?, dai-washō).